# St. John’s (Kanada)
St. John’s – miasto w Kanadzie, stolica i największe miasto prowincji Nowa Fundlandia i Labrador, położone na południowo-wschodnim wybrzeżu Nowej Fundlandii, nad Oceanem Atlantyckim, na półwyspie Avalon. W 2021 roku liczyło 110 525 mieszkańców. Obszar metropolitalny St. John’s w 2021 roku zamieszkany był przez 212 579 osób, co czyniło go 22. pod względem wielkości na terenie kraju, a 2. w obrębie Kanady Atlantyckiej (po Halifaksie). Miasto słynie z częstej mgły – wskutek lokalizacji, zamglone jest średnio przez 124 dni w roku. Przy wykluczeniu Grenlandii jest najdalej wysuniętym na wschód miastem Ameryki Północnej. W mieście rozwinął się przemysł rybny, stoczniowy, maszynowy, elektrotechniczny, odzieżowy, skórzany, drzewny oraz lotniczy.
Język angielski jest językiem ojczystym dla 96,1% mieszkańców, francuski dla 0,4% (2006). 
Pochodzenie nazwy miasta nie jest pewne, choć przypisywane jest temu, że 24 czerwca 1497 roku, w święto narodzin Jana Chrzciciela (ang. St. John), do wybrzeża Nowej Fundlandii przybył włoski żeglarz Giovanni Caboto. Miasto zostało założone przez hiszpańskich rybaków z portu Pasajes de San Juan w prowincji Guipúzcoa, którzy przybyli na te ziemie na początku XVI wieku z zamiarem prowadzenia rybołówstwa. Powstała osada otrzymała nazwę San Juan de Pasajes, przy czym we współczesnym języku hiszpańskim funkcjonuje nazwa San Juan de Terranova. Oznaczone jako São João na portugalskiej mapie z 1519 roku, jest jednym z najstarszych miast w Ameryce Północnej. Ogłoszone miastem i nominalnie przejęte przez Anglię w 1583 roku. Prawa miejskie zostały nadane miastu w 1888 roku.

## Sport
- Newfoundland Growlers – klub hokejowy uczestniczący w rozgrywkach ECHL
- St. John’s Maple Leafs – klub hokejowy (1991–2005)
- St. John’s Fog Devils – klub hokejowy (2005–2008)
- St. John’s IceCaps – klub hokejowy (2011–2017).

## Przypisy

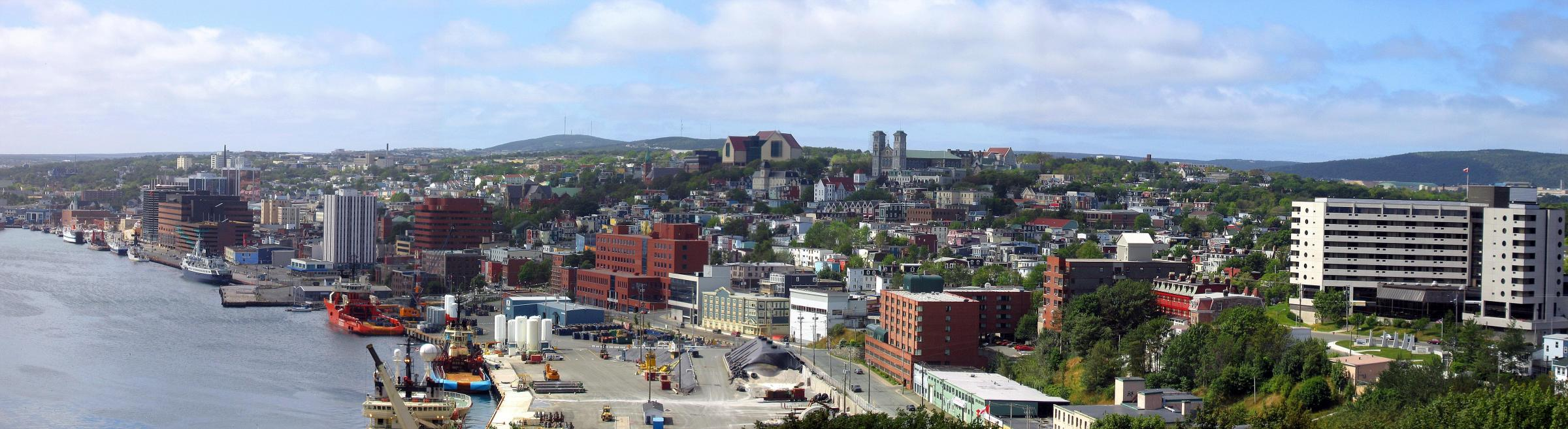
Panorama St. John’s